# Léon Jehin
Pour les articles homonymes, voir Jehin.
Léon Jehin (né le 17 juillet 1853 à Spa, décédé le 14 février 1928 à Monaco) est un chef d'orchestre et un compositeur, tout particulièrement associé à la vie musicale et à l'opéra de Monte-Carlo.

## Biographie
Jehin est né à Spa. Il a fait ses études au conservatoire de Liège puis à Bruxelles. Il a été violoniste à La Monnaie dans la capitale belge, puis il a dirigé Anvers, Aix-les-Bains et au Covent Garden. De 1889 jusqu'à sa mort, il a été le chef de l'opéra de Monte-Carlo à la suite d'Arthur Steck. Le premier opéra qu'il y a dirigé était Mireille.
Tout en conduisant le répertoire de base de l'opéra de Monte-Carlo, il a dirigé les créations des opéras suivants :
- Hulda (Franck) 8 mars 1894
- Ghiselle (en) (Franck) 30 mars 1896
- Le Jongleur de Notre-Dame (Massenet) 18 février 1902
- Chérubin (Massenet) 14 février 1905
- Don Procopio (Bizet) 10 mars 1906
- Thérèse (Massenet) 7 février 1907
- Don Quichotte (Massenet) 19 février 1910
- Déjanire (Saint-Saëns) 14 mars 1911
- Roma (Massenet) 17 février 1912
- Pénélope (Fauré) 4 mars 1913
- Cléopâtre (Massenet) 23 février 1914
- La Passion (Dupuis) 2 avril 1916
- Amadis (Massenet) 1er avril 1922

En 1889, il a épousé la mezzo-soprano Blanche Deschamps, avec qui il avait travaillé à Bruxelles. En 1953 un concert a été donné à sa mémoire au Casino.
En 1910, à La Monnaie, Jehin a conduit le Don Quichotte avec la distribution de la création et l'orchestre de Monte Carlo, ainsi que Ivan le terrible (création), et Le vieil aigle de Raoul Gunsbourg.
Il est décédé à Monaco, à l'âge de 74 ans.

## Compositions
Les compositions de Jehin comprennent un Hymne à la Charte pour solistes, chorus et orchestre (Monte-Carlo, 1889), Scherzo symphonique (1902), Intermezzo pour cor et orchestre (1909), une Marche Inaugurale (pour l'inauguration du musée océanographique de Monaco, 1909) et une Suite symphonique (1921). Léon Jehin a par ailleurs donné une nouvelle version de l'Hymne monégasque en 1914 qui a été jouée pour la première fois lors du 25e anniversaire du couronnement du prince Albert Ier.